# Cristina di Salm
Cristina di Salm (maggio 1575 – 31 dicembre 1627) fu una duchessa consorte di Lorena; sposò nel 1597 Francesco II di Lorena.

## Biografia

### Infanzia
Era la figlia del conte Paolo di Salm-Badenweiler e di sua moglie, Marie Le Veneur, figlia di Tanneguy I Le Veneur, conte di Tillières-sur-Avre.

### Matrimonio
Sebbene i Salm fossero conti imperiali semi-sovrani dal 1475, né loro né i Le Veneurs erano annoverati fra i maggiori magnati sia nel Sacro Romano Impero che in Francia nel XVI secolo. Tuttavia, quando Francesco sposò Cristina, egli era appena il terzo figlio maschio del Duca Carlo III, destinato alla contea di Vaudémont come appannaggio piuttosto che alla sovranità di Lorena.
Invece, per evitare che il ducato si allontanasse dalla patrilinearità (e per legittimare la sua usurpazione), i figli maschi di Francesco e Cristina avrebbero infine sposato le due figlie femmine di suo fratello maggiore, il Enrico II di Lorena.

## Discendenza
Cristina e Francesco ebbero sei figli:
- Enrico di Lorena, Marchese di Hattonchâtel (1602–1611) morì nell'infanzia;
- Carlo di Lorena, Duca di Lorena (1604–1675) sposò Nicoletta di Lorena, senza figli; poi sposò Béatrice de Cusance ed ebbe figli, si sposò per una terza volta con Marie Louise d'Aspremont;
- Enrichetta di Lorena (1605–1660), sposò Luigi di Lorena, Principe di Lexin, senza figli, figlio di Luigi II, Cardinale di Guisa;
- Nicola di Lorena, Duca di Lorena (1609–1670) sposò Claudia di Lorena ed ebbe figli;
- Margherita di Lorena (1615–1672), sposò Gastone di Francia, Duca d'Orléans ed ebbe figli;
- Cristina di Lorena (1621–1622) morì nell'infanzia.

## Ascendenza
|                                        |                                             |                                                      | Genitori                                 |  |  | Nonni |  |  | Bisnonni                  |  |  | Trisnonni                  |  |
|                                        |                                             |                                                      |                                          |  |  |       |  |  | Giovanni V, conte di Salm |  |  | Giovanni IV, conte di Salm |  |
|                                        |                                             |                                                      |                                          |  |  |       |  |  | Giovanni V, conte di Salm |  |  | Giovanni IV, conte di Salm |  |
|                                        |                                             | Margherita di Sirck                                  |                                          |  |  |       |  |  | Giovanni V, conte di Salm |  |  |                            |  |
| Giovanni VI, conte di Salm             |                                             |                                                      |                                          |  |  |       |  |  | Giovanni V, conte di Salm |  |  |                            |  |
|                                        |                                             | Anna d'Haraucourt                                    | Andrea, signore d'Haraucourt             |  |  |       |  |  |                           |  |  |                            |  |
|                                        |                                             | Anna d'Haraucourt                                    | Andrea, signore d'Haraucourt             |  |  |       |  |  |                           |  |  |                            |  |
|                                        |                                             | Anna d'Haraucourt                                    | Margherita di Vinstingen                 |  |  |       |  |  |                           |  |  |                            |  |
| Paolo, conte di Salm                   |                                             | Anna d'Haraucourt                                    |                                          |  |  |       |  |  |                           |  |  |                            |  |
|                                        |                                             | Luigi, signore di Stainville                         | Filiberto, signore di Stainville         |  |  |       |  |  |                           |  |  |                            |  |
|                                        |                                             | Luigi, signore di Stainville                         | Filiberto, signore di Stainville         |  |  |       |  |  |                           |  |  |                            |  |
|                                        |                                             | Luigi, signore di Stainville                         | Isabella Spinola                         |  |  |       |  |  |                           |  |  |                            |  |
| Luisa di Stainville                    |                                             | Luigi, signore di Stainville                         |                                          |  |  |       |  |  |                           |  |  |                            |  |
|                                        |                                             | Odetta Luillier di Manicamp                          | Philippe Luillier, signore di Manicamp   |  |  |       |  |  |                           |  |  |                            |  |
|                                        |                                             | Odetta Luillier di Manicamp                          | Philippe Luillier, signore di Manicamp   |  |  |       |  |  |                           |  |  |                            |  |
|                                        |                                             | Odetta Luillier di Manicamp                          | Gabriella di Villiers de L'Isle-Adam     |  |  |       |  |  |                           |  |  |                            |  |
| Cristina di Salm                       |                                             | Odetta Luillier di Manicamp                          |                                          |  |  |       |  |  |                           |  |  |                            |  |
|                                        | Giovanni II Le Veneur, signore di Tillières | Francesco Le Veneur, signore di Tillières            |                                          |  |  |       |  |  |                           |  |  |                            |  |
|                                        | Giovanni II Le Veneur, signore di Tillières | Francesco Le Veneur, signore di Tillières            |                                          |  |  |       |  |  |                           |  |  |                            |  |
|                                        | Giovanni II Le Veneur, signore di Tillières | Maria di Hellande, signora di Lamberville            |                                          |  |  |       |  |  |                           |  |  |                            |  |
| Tanneguy Le Veneur, conte di Tillières | Giovanni II Le Veneur, signore di Tillières |                                                      |                                          |  |  |       |  |  |                           |  |  |                            |  |
|                                        |                                             | Gillonne di Montejean                                | …                                        |  |  |       |  |  |                           |  |  |                            |  |
|                                        |                                             | Gillonne di Montejean                                | …                                        |  |  |       |  |  |                           |  |  |                            |  |
|                                        |                                             | Gillonne di Montejean                                | …                                        |  |  |       |  |  |                           |  |  |                            |  |
| Maria Le Veneur                        |                                             | Gillonne di Montejean                                |                                          |  |  |       |  |  |                           |  |  |                            |  |
|                                        |                                             | Francesco I Hélie di Pompadour, visconte di Comborn  | Antonio di Pompadour, barone di Laurière |  |  |       |  |  |                           |  |  |                            |  |
|                                        |                                             | Francesco I Hélie di Pompadour, visconte di Comborn  | Antonio di Pompadour, barone di Laurière |  |  |       |  |  |                           |  |  |                            |  |
|                                        |                                             | Francesco I Hélie di Pompadour, visconte di Comborn  | Caterina de La Tour d'Olliergues         |  |  |       |  |  |                           |  |  |                            |  |
| Maria Hélie di Pompadour               |                                             | Francesco I Hélie di Pompadour, visconte di Comborn  |                                          |  |  |       |  |  |                           |  |  |                            |  |
|                                        |                                             | Isabella Le Picard d'Estelan, signora di Bosc-Achard | …                                        |  |  |       |  |  |                           |  |  |                            |  |
|                                        |                                             | Isabella Le Picard d'Estelan, signora di Bosc-Achard | …                                        |  |  |       |  |  |                           |  |  |                            |  |
|                                        |                                             | Isabella Le Picard d'Estelan, signora di Bosc-Achard | …                                        |  |  |       |  |  |                           |  |  |                            |  |
|                                        |                                             | Isabella Le Picard d'Estelan, signora di Bosc-Achard |                                          |  |  |       |  |  |                           |  |  |                            |  |